# Jetsun Pema

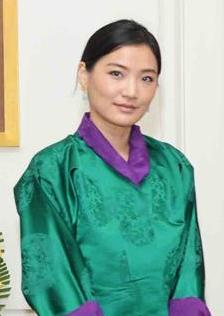
Jetsun Pema (2017)

Jetsun Pema (Dzongkha རྗེ་བཙུན་པདྨ་; Wylie-Umschrift rje btsun padma; * 4. Juni 1990 in Thimphu) ist die Königin von Bhutan. Seit 2011 ist sie mit König Jigme Khesar Namgyel Wangchuck verheiratet.

## Leben
Jetsun Pema ist das zweite von fünf Kindern eines Piloten. Sie besuchte eine höhere Schule in den indischen Kasaulibergen und schrieb sich anschließend an der Regent’s University London ein. Dort studierte sie Internationale Beziehungen mit den Nebenfächern Psychologie und Kunstgeschichte.
Ihre Hochzeit mit König Jigme Khesar Namgyel Wangchuck fand am 13. Oktober 2011 in der Klosterfestung Punakha Dzong statt.
Am 5. Februar 2016 brachte Jetsun Pema im Lingkama-Palast in Thimphu ihr erstes Kind Jigme Namgyel Wangchuck, zur Welt. Er steht an erster Stelle der Thronfolge. Im Dezember 2019 wurde bekannt, dass sie erneut schwanger ist. Sie brachte das Kind, den Sohn Jigme Ugyen Wangchuck, am 19. März 2020 zur Welt. Im September 2023 bekam sie die  Tochter Sonam Yangden Wangchuck.